# آی‌ام ال۷
آی ام‌ال۷ یک خودروی سایز بزرگ لوکس الکتریکی سدان چینی است که توسط تولیدکننده آی‌ام، با سرمایه‌گذاری سایک موتور، گروه علی‌بابا در پودانگ چین طراحی شده‌است. قرار است تولید این خودرو در اوایل سال ۲۰۲۲ آغاز شود.

## بررسی اجمالی

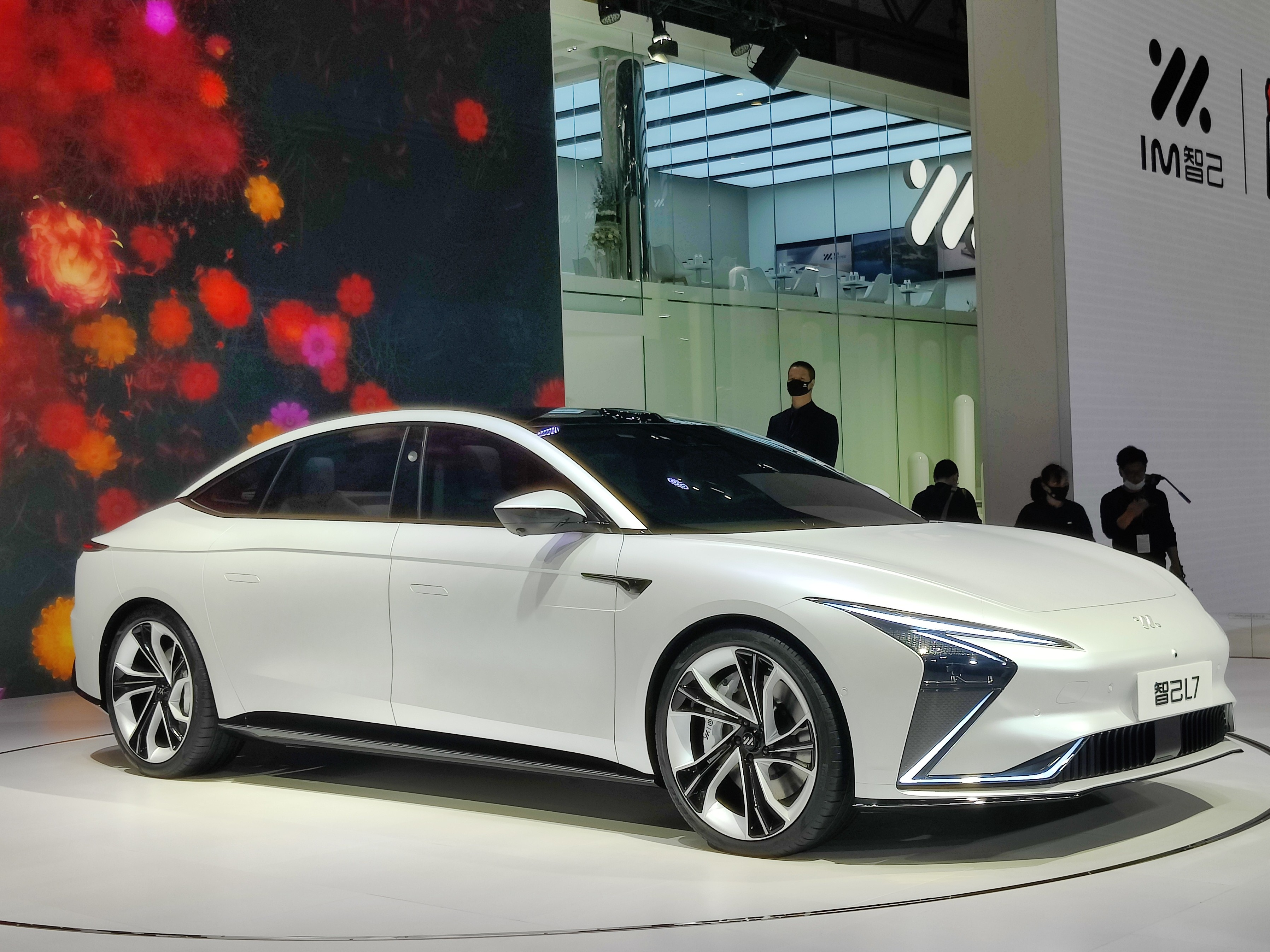
نمای جلو

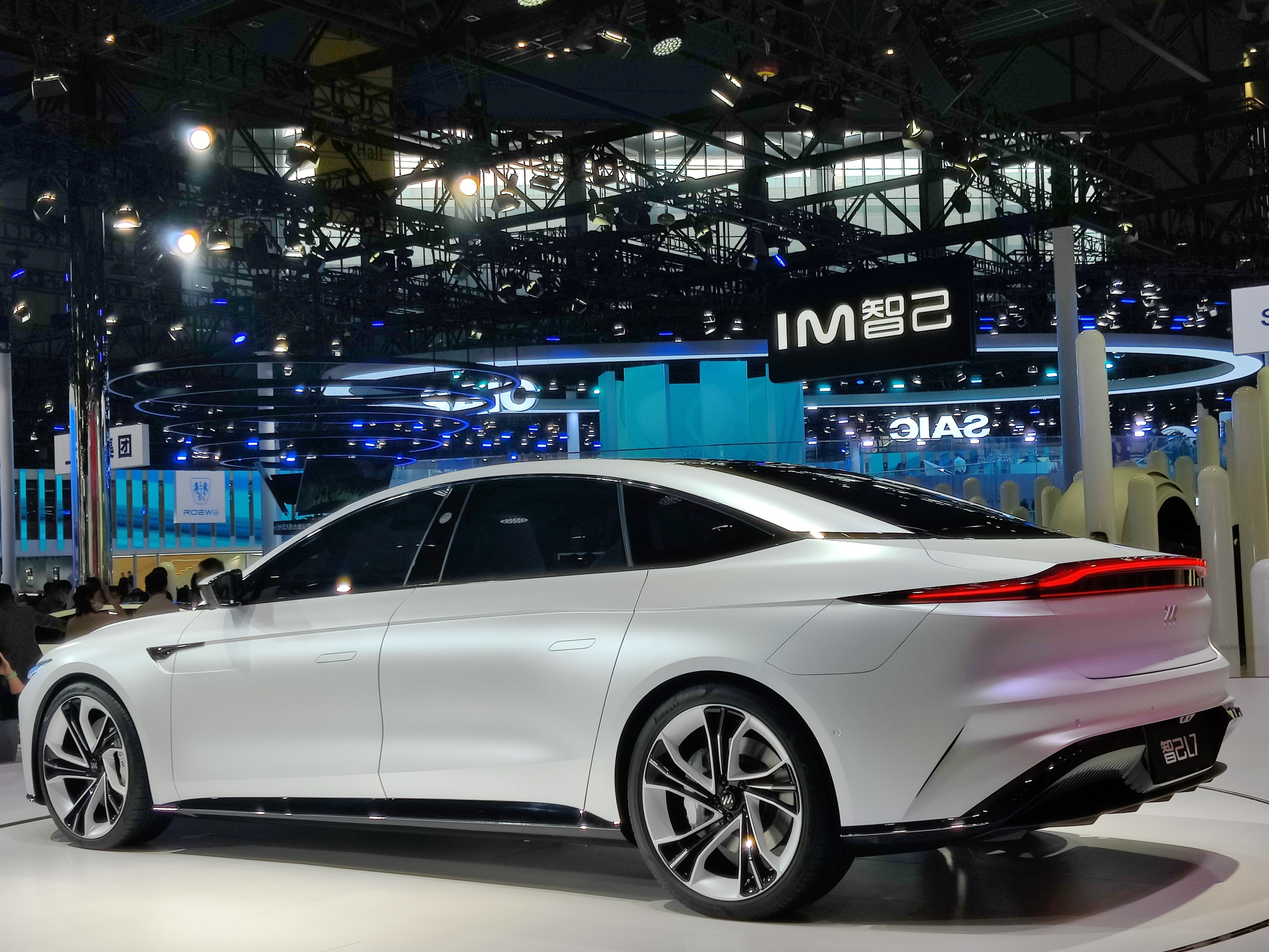
نمای عقب

این خودرو در ۱۹ آوریل ۲۰۲۱ به عنوان نمونه اولیه در اتو شانگهای معرفی شد. در همان روز، این خودرو پیش فروش شد. این خودرو با سیستم خودران در بازار خودروهای چینی رقیبی برای تسلا مدل اس لوآپشن است و در سه‌ماهه اول سال ۲۰۲۲ به فروش می‌رسد.